# Глисериу
Глисериу (порт. Glicério)  —  муниципалитет в Бразилии, входит в штат Сан-Паулу. Составная часть мезорегиона Арасатуба. Входит в экономико-статистический  микрорегион Биригуи. Население составляет 4571 человек на 2006 год. Занимает площадь 274,124 км². Плотность населения — 16,7 чел./км².

## Статистика
- Валовой внутренний продукт на 2003 составляет 51.867.762,00 реалов (данные: Бразильский институт географии и статистики).
- Валовой внутренний продукт на душу населения на 2003 составляет 11.510,82 реалов (данные: Бразильский институт географии и статистики).
- Индекс развития человеческого потенциала на 2000 составляет 0,761 (данные: Программа развития ООН).